# Sporting international de karaté

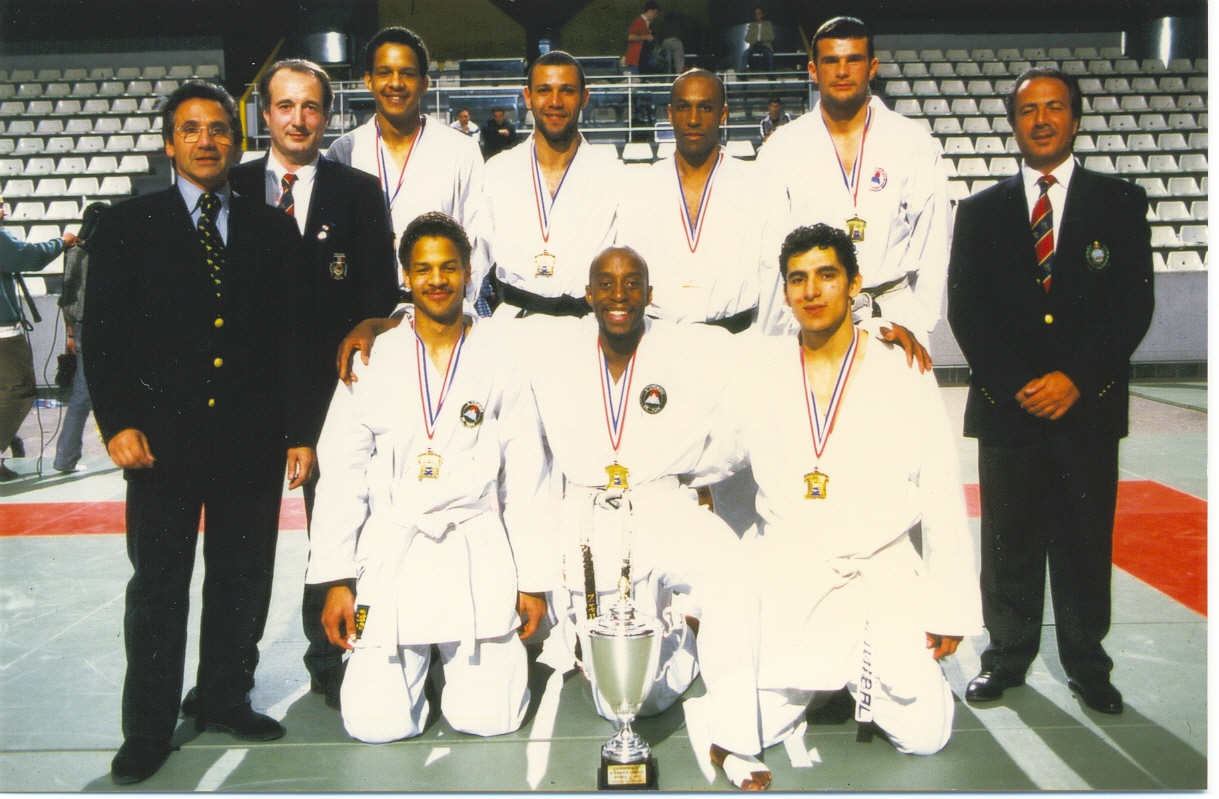
Sporting international de karaté au stade Pierre-de-Coubertin à Paris)

Sporting International de Karaté Paris, couramment appelé le SIK Paris, est un club français de karaté basé rue Daguerre à Paris. Son instructeur en chef est maître Serge Chouraqui, formateur de plusieurs champions du monde : Marc Pyrée, Gilles Cherdieu, David Félix, Myriam Szkudlarek … .
Le SIK est l’équipe la plus titrée de France avec un total de 4 titres de Champion d’Europe des Clubs, 1999, Paris (France), 1998, Zlín (République tchèque), 1992, Tel Aviv-Jaffa (Israël) et 1987, Bruxelles (Belgique).
Le SIK est plusieurs fois champion de France et vainqueur de la Coupe de France.

## Palmarès

### Championnat d’Europe des Clubs
- Médaille d'or : 1999, Paris (France)

Composition de l’Equipe : Gilles Cherdieu, David Félix, Hannibal Jegham, Robert Gomis,
Alex N’Dem, Arnaud Anatole, Stéphane Caraartinian
- Médaille d'or : 1998, Zlín (République tchèque)

Composition de l’Equipe : Gilles Cherdieu, David Félix, Hannibal Jegham, Alex N’Dem,
Arnaud Anatole, Soufian Kaba, Franck Coryn
- Médaille d'or : 1992, Tel Aviv-Jaffa (Israël)

Composition de l’Equipe : Marc Pyrée, Gilles Cherdieu, Serge Serfati, Daniel Serfati, Papa Diop, Joseph Gofin
- Médaille d'or : 1987, Bruxelles (Belgique)

Composition de l’Equipe : Marc Pyrée, Serge Serfati, Daniel Serfati, Marc Pichon, Patrick Jeandillou, Patrick Carbonel, Bruno Pellicer
- Médaille d'argent : 2000, Tel Aviv-Jaffa (Israël)

Composition de l’Equipe : Gilles Cherdieu, David Félix, Hannibal Jegham, Robert Gomis,
Alex N’Dem, Youcef Hamour, Maxime Gazzini, Sidi Mohamed Bich
- Médaille d'argent : 1993, Budapest (Hongrie)

Composition de l’Equipe : Wally Fall, Gaston Etinoff, Gilles Cherdieu, Souleymane Bassirou Gueye, David Félix.
- Médaille de bronze : 1996, Bucarest (Roumanie)

Composition de l’Equipe : Gilles Cherdieu, David Félix, Arnaud Anatole, Jean philipe Perpère, Wally Fall
- Médaille de bronze : 1986, Marseille (France)

Composition de l’Equipe : Mohamed Katiri, Marc Pyrée, Marc Pichon, Patrick Carbonel, Serge Serfati, Patrick Jeandillou
- Médaille de bronze : 1983, Londres (Angleterre)

Composition de l’Equipe : Marc Pichon, Bruno Pellicer, Patrick Carbonel, Pierre Flavian, Serge Serfati, Daniel Serfati